# Фудзивара-но Каматари
Фудзива́ра-но Камата́ри (яп. 藤原 鎌足, 614 — 14 ноября 669) — японский политический деятель периода Асука, яматосский придворный, аристократ. Происходил из рода Накатоми (яп. 中臣氏). Патриарх рода Фудзивара. Известен под именами Накато́ми-но Камата́ри (яп. 中臣鎌足) и Накато́ми-но Камако (яп. 中臣鎌子).

## Биография
Вместе с принцем Нака-но Оэ был организатором оппозиции к роду Сога и переворота 645 года, ликвидировавшего род диктаторов Сога. Играл ведущую роль в новом правительстве реформаторов Тайка, которое заложило основы японского правового государства. За заслуги получил от Императора Тэндзи наивысший чиновнический ранг и фамилию Фудзивара с правом основать новый аристократический род.